# Puzele (obwód grodzieński)
Puzele (biał. Пузелі; ros. Пузели) – wieś na Białorusi, w obwodzie grodzieńskim, w rejonie werenowskim, w sielsowiecie Dociszki, w pobliżu granicy z Republiką Litewską. Spotykana jest, również w dokumentach urzędowych, także nazwa Puziele.
W dwudziestoleciu międzywojennym leżały w Polsce, w województwie nowogródzkim, w powiecie lidzkim, do 19 maja 1930 w gminie Koniawa, następnie w gminie Raduń.